# Hansard (transcriptions parlementaires)

Hansard est le nom traditionnellement donné aux transcriptions officielles des débats parlementaires dans les gouvernements de type Westminster. En effet, un Hansard est tenu non seulement au Parlement du Royaume-Uni et dans les institutions régionales de ce royaume, mais également à l'Oireachtas de la république d'Irlande, au Parlement du Canada et dans les corps législatifs provinciaux de ce pays, au Parlement d'Australie et dans les Parlements des États australiens, au Parlement d'Afrique du Sud et dans les institutions provinciales de ce pays, à l'Assemblée législative de la Communauté d'Afrique de l'Est, au Parlement de Nouvelle-Zélande, au Parlement des Fidji, au Conseil législatif de Hong Kong, au Parlement de Malaisie, au Parlement de Singapour, au Conseil législatif de Brunei, au Parlement du Sri Lanka, au Parlement de Trinité-et-Tobago, à l'Assemblée nationale du Kenya, à l'Assemblée nationale de Tanzanie, au Parlement du Ghana, au Parlement de l'Ouganda, au Parlement du Zimbabwe, à l'Assemblée nationale de Maurice et au Sénat de Jamaïque.

## Origines
Pendant longtemps et jusqu'en 1771, le Parlement britannique fut un corps législatif extrêmement secret. Les décisions du Parlement étaient bien sûr rendues publiques, mais il n'existait pas de comptes rendus des débats. Bien plus, révéler des propos tenus à la Chambre constituait une atteinte aux privilèges parlementaires, c'était punissable par les deux Chambres. Comme de plus en plus de personnes s'intéressaient aux débats parlementaires, de plus en plus de particuliers se mirent à publier des comptes rendus officieux de ces débats. Les rédacteurs s'exposaient au pire des cas à des amendes. Certains d'entre eux présentaient les débats parlementaires comme des débats de sociétés ou d'institutions imaginaires. Par exemple, ces débats étaient publiés sous les titres de Discussions à la Chambre basse de la Société de Robin des Bois, ou Débats du sénat de Magna Lilliputia, chronique de Samuel Johnson dans The Gentleman's Magazine.
En 1771 Brass Crosby, alors lord-maire de Londres, convoqua un imprimeur, appelé Miller, qui osait publier les comptes rendus des discussions parlementaires. Il relâcha l'homme, mais par la suite, il fut lui-même appelé à comparaître devant le Parlement pour expliquer sa conduite. Crosby fut incarcéré à la Tour de Londres, mais lors du procès, plusieurs juges refusèrent d'entendre cette affaire, et après des protestations du public, Crosby fut libéré,.
Le Parlement cessa d'interdire la publication de ses débats, en partie grâce aux campagnes de John Wilkes en faveur de la liberté de parole. À partir de ce moment, plusieurs se lancèrent dans ce genre de publication. Parmi les premières réussites, on peut citer le Parliamentary Register, publié par John Almon et John Debrett de 1775 jusqu'en 1813.
William Cobbett, un éditeur, radical notoire, commença à publier en 1802 Parliamentary Debates en tant que supplément de son Political Register, qui lui-même remontait à Parliamentary History. Les comptes rendus de Cobbett furent imprimés à partir de 1809 par Thomas Curson Hansard ; en 1812, ses affaires périclitant, Cobbett vendit les Debates à Hansard. À partir de 1829, le nom « Hansard » apparut sur la première page de chaque numéro.
Ni Cobbett, ni Hansard n'employèrent quelqu'un pour prendre note des débats. Leurs informations provenaient d'une multitude de sources tirées des journaux du matin. Pour cette raison, les premières éditions du Hansard ne sont absolument pas des références fiables du contenu des discussions parlementaires.
Hansard réussit remarquablement à écarter ses concurrents, comme Almon et Debrett, puis le Mirror of Parliament publié par J.H. Barrow de 1828 à 1843. Le travail de Barrow était plus complet, mais il vérifiait tous les discours avec les députés qui les avaient prononcés, autorisant ceux-ci à « corriger » tout ce qu'ils regrettaient d'avoir dit. La dernière tentative d'un rival commercial fut The Times, qui publia les débats dans les années 1880. En 1889, le Parlement décida de subventionner la publication d'Hansard, de façon à assurer la permanence de l'enregistrement. Elle contint alors plus de discours, ceux des ministres étant rapportés presque mot à mot.
Le Hansard actuel, qui offre le compte rendu complet de chaque discours, a débuté en 1909, lorsque  le Parlement reprit la publication. Dans le même temps, la décision fut prise de publier les débats des deux Chambres dans deux volumes séparés, et de changer la couleur de la couverture du rouge orangé au bleu clair. En 1980, lors d'un changement de technologie, un format de page plus grand fut adopté.

## Hansard au Royaume-Uni
Le Hansard n'est pas une retranscription mot à mot des débats du Parlement. Son cahier des charges a été fixé en 1893 par la commission parlementaire de la Chambre des communes. C'est un rapport

« qui, sans être une image parfaite, est un compte rendu fidèle, presque mot à mot des échanges. Les répétitions et redondances, ainsi que les erreurs évidentes, sont supprimées, mais en revanche, rien de ce qui touche au sens du discours et à l'illustration du raisonnement n'est retiré. »

Un exemple de redondance éliminée concerne l'appel des députés à la Chambre des communes. Dans cette Chambre, le président doit appeler un député par son nom avant de lui donner la parole. Le Hansard ne mentionne pas cet appel du président. Par contre, le Hansard rajoute parfois des notes pour rendre les remarques moins ambiguës. Par exemple, alors que les députés se désignent mutuellement par « l'honorable député de telle circonscription » plutôt que par leur nom, le Hansard ajoute, entre parenthèses, le nom du député dont il est question la première fois dans un discours ou un débat. Quand un député désigne un autre du doigt, car il ne se souvient plus de sa circonscription, le Hansard donne les noms du député et de sa circonscription.
Les interjections émises par les députés assis ne sont généralement incluses dans le Hansard que si le député qui parle y fait référence. Toute interruption du débat, soit par les cris de l'assistance, soit par une invasion physique de la Chambre, est signalée par le mot « Interruption ».
Le Hansard publie aussi les réponses écrites faites par les ministres aux questions posées en bonne et due forme par les députés. Depuis 1909 — et auparavant pour les votes importants uniquement — le Hansard détaille comment les députés ont voté lors des votes par division. En outre, les discussions et les débats en comités sont aussi publiés dans des recueils séparés.
Pendant de nombreuses années, le Hansard de la Chambre des communes ne reconnut pas officiellement l'existence des partis au Parlement, sauf indirectement, lorsque les députés faisaient référence à des membres de leur propre parti en les appelant « Honorables amis ». Depuis 2003, ceci a changé, et l'affiliation politique des députés est indiquée.
Le Hansard de la Chambre des lords est totalement indépendant de celui de la Chambre des communes, tout en ayant des attributions semblables. Il couvre le travail parlementaire à la Chambre, ainsi que les débats à la Moses Room, appelé le « Grand comité ». Les réponses et déclarations parlementaires écrites sont aussi imprimées.
Grâce à l'assistance de volontaires, l'Internet a rendu plus accessible le Hansard britannique, qui est numérisé pour être lisible en ligne. Il est possible de l'étudier depuis juin 2000, ainsi que d'y faire des recherches, à l'exception du comité permanent. Il est également possible de déclencher l'envoi d'un email sur des mots clés, ou de recevoir un email lorsqu'un député en particulier parle à la Chambre ou reçoit une réponse à une question écrite.

## Immunité parlementaire
En 1839, Thomas Curson Hansard, sur ordre de la Chambre des communes, avait imprimé et publié un rapport affirmant qu'un livre obscène, édité par un certain M. Stockdale, circulait dans la prison de Newgate. Stockdale intenta un procès pour diffamation, mais Hansard le gagna en affirmant pour sa défense que le rapport était vrai. Lors d'une réimpression, Stockdale porta plainte de nouveau, et cette fois la Chambre ordonna à Hansard de plaider qu'il avait agi sur ordre de la Chambre des communes, et qu'il était protégé par l'immunité parlementaire. Dans cette nouvelle affaire « Stockdale contre Hansard », le tribunal conclut que la Chambre des communes n'avait aucun droit d'ordonner de faire publier des textes diffamatoires. Par conséquent, le Parlement vota le Parliamentary Papers Act de 1840, instaurant une immunité parlementaire pour les publications réalisées sous l'autorité du Parlement,

## Hansard au Canada

### Différences de pratique avec la Chambre des communes britannique

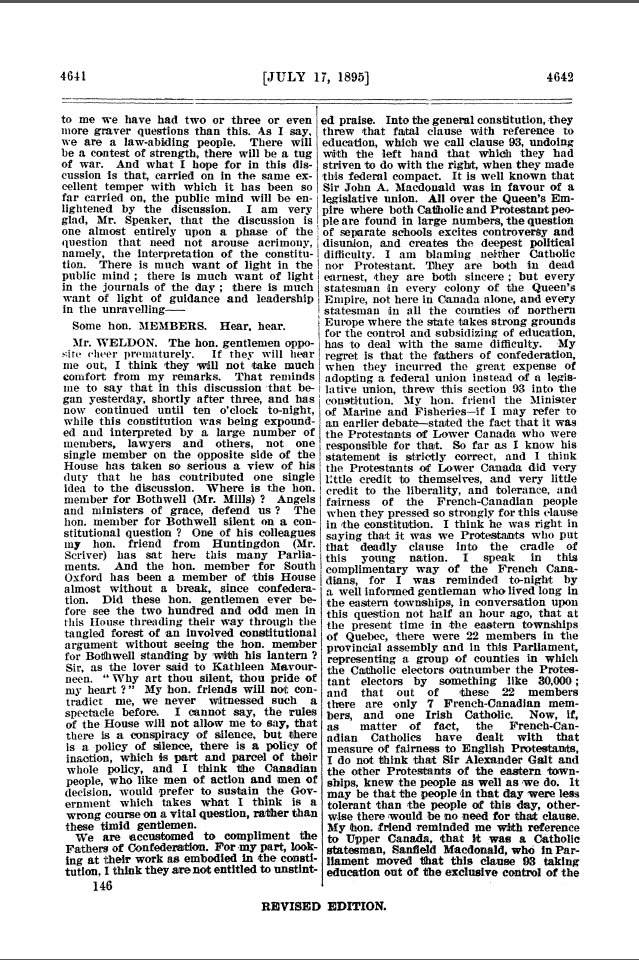
Échantillon de texte du Hansard anglais, 1895.

Tout comme la version britannique, la version canadienne n'est pas une reproduction mot à mot des débats et des discours. Comme elle, elle est guidée par le principe d'éviter les répétitions, les redondances et les fautes manifestes. Mais à la différence des pratiques britanniques, les députés canadiens sont désignés par la circonscription électorale qu'ils représentent, par exemple : le député d'Oak Ridges—Markham ou par leur poste au gouvernement. Le Hansard fournit les autres renseignements, nom et affiliation politique, la première fois que le député prend la parole ce jour-là : « M. Paul Calandra (Oak Ridges—Markham, PCC) » ou « L'hon. Lynne Yelich (Ministre d'État pour la diversification de l'économie de l'Ouest, PCC) » — puis seulement le nom. Si des interjections donnent lieu à un rappel à l'ordre du président, elles sont indiquées par : « Des voix: Oh, oh! ».

### Traduction automatique
Étant donné le bilinguisme du gouvernement fédéral canadien, deux Hansard du parlement fédéral canadien sont tenus, l'un en français et un autre en anglais. Ceci en fait un concordancier bilingue naturel, qui est souvent employé pour tester les programmes de traduction automatique. Le texte y est non seulement déjà traduit et aligné, mais la taille de celui-ci, constamment accrue, fait que les Hansard canadiens constituent un corpus linguistique intéressant. Toutefois, le fait que la traduction, bien que fidèle dans le fond, ne soit pas exacte littéralement, rend leur utilisation délicate pour cet usage. Le Hansard du Nunavut est bilingue inuktitut–anglais, et donc constitue un corpus linguistique pour l'inuktitut.
Les comptes rendus des Hansard canadiens signalent la langue employée par le député qui a la parole, afin que ses mots ne soient pas mal interprétés. Si le député s'exprime en français, le Hansard anglais le signale et renvoie le lecteur vers le Hansard français.
Durant une obstruction parlementaire libérale au Sénat du Canada, on accusa le sénateur Philippe Gigantès de ne lire à la tribune un de ses livres que pour en obtenir la traduction gratuite grâce au Hansard.